# Hypselandra variabilis
Hypselandra variabilis  es una especie de arbusto  y el único miembro del género monotípico Hypselandra, perteneciente a la familia Capparaceae. Es originaria de Birmania. 

## Taxonomía
Hypselandra variabilis fue descrita por (Collett & Hemsl.) Pax & K.Hoffm. y publicado en Repertorium Specierum Novarum Regni Vegetabilis 41: 128. 1936.
Sinonimia
- Boscia variabilis Collett & Hemsl.[2]